# Тихомиров, Николай Дмитриевич
Никола́й Дми́триевич Тихоми́ров (21 декабря 1930, Ленинград — 1987) — советский бегун-марафонец, выступавший на всесоюзном уровне в 1960-х годах. Бронзовый призёр чемпионата СССР в марафоне, участник летних Олимпийских игр в Токио. Представлял Ленинград и спортивное общество «Буревестник». Мастер спорта СССР (1960).

## Биография
Николай Тихомиров родился 21 декабря 1930 года в Ленинграде.
Занимался лёгкой атлетикой в Ленинграде под руководством тренера А. Корнилова, состоял в добровольном спортивном обществе «Буревестник».
В 1960 году выполнил норматив мастера спорта СССР, пробежав марафон за 2:23:38.
Наивысшего успеха в своей спортивной карьере добился в сезоне 1964 года, когда с результатом 2:32:05 выиграл бронзовую медаль в марафоне на чемпионате СССР в Киеве — уступил здесь только Виктору Байкову из Рязани и Николаю Абрамову из Пензы. Благодаря этому выступлению вошёл в состав советской сборной и удостоился права защищать честь страны на летних Олимпийских играх в Токио — в программе марафона показал результат 2:26:07, расположившись в итоговом протоколе соревнований на 22-й строке.
Умер в 1987 году. Похоронен на Казанском кладбище в Санкт-Петербурге.